# Hembud
Hembud, egentligen att erbjuda någon något i hans hem, innebär ett riktat erbjudande om köp eller inlösen av egendom till person som har förköpsrätt eller lösenrätt. 
Förfarandet kan till exempel användas för aktier, kolonilotter eller bostadsrätter.
I äldre svensk rätt hade släkten genom bördsrätten rätt att före någon annan utomstående köpa en fastighet som lades ut till försäljning. När erbjudandet skedde offentligt vid ting eller rådstuga kallades detta uppbud, sista resterna av detta försvann 1875.
Vidare är upphittaren av vissa fornfynd skyldig att hembjuda dessa åt staten för inlösen, se Kulturmiljölagen.